# Leucomicra leucospilaria
Leucomicra leucospilaria är en fjärilsart som beskrevs av Walker 1861. Leucomicra leucospilaria ingår i släktet Leucomicra och familjen mätare. Inga underarter finns listade i Catalogue of Life.